# Fabrizio Fabris
Fabrizio Fabris (Napoli, 5 agosto 1968) è un dirigente sportivo, allenatore di calcio ed ex calciatore italiano, di ruolo centrocampista.
Dal 1988 al 1999 ha fatto parte del consiglio direttivo dell'AIC.

## Carriera

### Giocatore
Inizia la carriera nelle giovanili del Napoli, prima di militare in Turris (Serie C2), Cuoiopelli (Serie C2) e Ischia Isolaverde (Serie C1 e Serie C2), con la quale vince il campionato di Serie C2 1990-1991.
Nel 1991 passa al Monopoli con cui colleziona 32 presenze e 4 reti nella Serie C1 1991-1992 che si conclude con la retrocessione dei biancoverdi pugliesi giunti al 17º posto.
Nel novembre 1992 si trasferisce al Cosenza dal Monopoli, col quale aveva già iniziato la stagione in Serie C2 (4 presenze e 2 reti). Con i rossoblù partecipa a due campionati di Serie B, debuttando il 15 novembre dello stesso anno in occasione dello 0-0 casalingo contro la Reggiana, e 7 giorni più tardi firma il suo primo gol tra i cadetti al Bentegodi nel 2-0 dei calabresi sul Verona. Con la maglia rossoblù totalizza 61 presenze e 7 reti.
Successivamente gioca per una stagione nel Ravenna in Serie C1, nella quale segna 5 reti in 24 presenze; 26 comprendendo i play-off disputati contro la Pistoiese.
Nel 1995 si trasferisce alla Nocerina, con la quale disputa altri due tornei di Serie C1, collezionando 28 presenze (2 reti) nella stagione 1995-1996 e 33 presenze (4 reti) nella stagione 1996-1997.
Nel 1997 viene ingaggiato dalla Ternana, squadra nella quale disputa cinque stagioni e di cui diventa anche il capitano. Tra il 1998 e il 2002 gioca con la formazione umbra 131 gare in Serie B, mettendo a segno 12 gol. Si ritira poi dal calcio giocato dopo aver totalizzato 192 presenze (19 reti) nella serie cadetta.
In totale con la maglia della Ternana ha collezionato 184 presenze, di cui 136 in Serie B, 34 in Serie C1, 14 in Coppa Italia; le reti totali realizzate durante la militanza in rossoverde sono invece 16, di cui 12 in Serie B, 2 in Serie C1 e 2 in Coppa Italia.

### Allenatore e dirigente
Nella stagione 2002-2003 è responsabile del settore giovanile della Ternana in serie B. Nel 2004 subentra a novembre a Provenza, alla guida della Nocerina in C. Riesce a salvarla attraverso i playout nello spareggio contro il Morro d'oro. Nel 2005 è allenatore del Capri, eccellenza campana, squadra del presidente Floro Flores. Nella stagione successiva, subentra a Beoni, alla guida del Sansovino in serie C, riuscendo a salvare la squadra attraverso i playout, contro il Boca San Lazzaro. Nel 2008 è responsabile dell'area tecnica ad Arrone in serie D. Nel 2009 è allenatore dell'AM98, eccellenza umbra. Nel 2010 passa allo Sporting Terni nella serie D umbra, dove riveste il ruolo di responsabile tecnico. Ritorna nel 2011 nella Ternana e vi rimane per due stagioni alla guida dei giovanissimi nazionali e allievi nazionali.
Dal 2014 al 2017 è nel settore giovanile del Napoli alla guida dei giovanissimi regionali. Nel 2017 ritorna alla Ternana in serie B, come responsabile della scuola calcio. Da febbraio 2018, entra a far parte dello staff della prima squadra, sino a dicembre della stagione successiva.
Nel 2013 pubblica insieme a Massimo Lattuca, il libro "Analisi e strumenti per un calcio moderno", edito da Calzetti e Mariucci.

## Statistiche

### Presenze e reti nei club
| Stagione        | Squadra         | Campionato      | Campionato | Campionato | Coppe nazionali | Coppe nazionali | Coppe nazionali | Coppe continentali | Coppe continentali | Coppe continentali | Altre coppe | Altre coppe | Altre coppe | Totale | Totale |
| Stagione        | Squadra         | Comp            | Pres       | Reti       | Comp            | Pres            | Reti            | Comp               | Pres               | Reti               | Comp        | Pres        | Reti        | Pres   | Reti   |
| --------------- | --------------- | --------------- | ---------- | ---------- | --------------- | --------------- | --------------- | ------------------ | ------------------ | ------------------ | ----------- | ----------- | ----------- | ------ | ------ |
| 1987-1988       | Turris          | C2              | 29         | 5          | -               | -               | -               | -                  | -                  | -                  | -           | -           | -           | 29     | 5      |
| 1988-1989       | Cuoiopelli      | C2              | 9          | 0          | -               | -               | -               | -                  | -                  | -                  | -           | -           | -           | 9      | 0      |
| 1989-1990       | Ischia          | C1              | 30         | 4          | -               | -               | -               | -                  | -                  | -                  | -           | -           | -           | 30     | 4      |
| 1990-1991       | Ischia          | C2              | 31         | 7          | -               | -               | -               | -                  | -                  | -                  | -           | -           | -           | 31     | 7      |
| 1991-1992       | Monopoli        | C1              | 36         | 6          | -               | -               | -               | -                  | -                  | -                  | -           | -           | -           | 36     | 6      |
| 1992-1993       | Cosenza         | B               | 32         | 4          | CI              | 1               | 0               | -                  | -                  | -                  | -           | -           | -           | 33     | 4      |
| 1993-1994       | Cosenza         | B               | 29         | 3          | CI              | 2               | 0               | -                  | -                  | -                  | -           | -           | -           | 31     | 3      |
| 1994-1995       | Ravenna         | C1              | 26         | 5          | -               | -               | -               | -                  | -                  | -                  | -           | -           | -           | 26     | 5      |
| 1995-1996       | Nocerina        | C1              | 28         | 2          | -               | -               | -               | -                  | -                  | -                  | -           | -           | -           | 28     | 2      |
| 1996-1997       | Nocerina        | C1              | 33         | 4          | -               | -               | -               | -                  | -                  | -                  | -           | -           | -           | 33     | 4      |
| 1997-1998       | Ternana         | C1              | 34         | 2          | CI              | 0               | 0               | -                  | -                  | -                  | -           | -           | -           | 34     | 2      |
| 1998-1999       | Ternana         | B               | 34         | 2          | CI              | 2               | 0               | -                  | -                  | -                  | -           | -           | -           | 34     | 2      |
| 1999-2000       | Ternana         | B               | 34         | 3          | CI              | 5               | 1               | -                  | -                  | -                  | -           | -           | -           | 39     | 4      |
| 2000-2001       | Ternana         | B               | 34         | 3          | CI              | 3               | 0               | -                  | -                  | -                  | -           | -           | -           | 38     | 4      |
| 2001-2002       | Ternana         | B               | 29         | 4          | CI              | 4               | 1               | -                  | -                  | -                  | -           | -           | -           | 38     | 5      |
| Totale Ternana  | Totale Ternana  | Totale Ternana  | 165        | 14         |                 | 14              | 2               |                    | -                  | -                  |             | -           | -           | 184    | 16     |
| Totale carriera | Totale carriera | Totale carriera | 443        | 54         |                 | 17              | 2               |                    | -                  | -                  |             | -           | -           | 460    | 56     |